# PEC Zwolle in het seizoen 1978/79
Het seizoen 1978/1979 was het 68e jaar in het bestaan van de Zwolse voetbalclub PEC Zwolle. Nadat de club het vorige seizoen kampioen werd in de Eerste Divisie kwam het nu voor het eerst in het bestaan van de club uit in de Eredivisie. Ook werd deelgenomen aan het toernooi om de KNVB beker.

## Wedstrijdstatistieken

### Oefenduels
| Datum + plaats             | Wedstrijd                  | Uitslag       | Scoreverloop                                                                             |
| -------------------------- | -------------------------- | ------------- | ---------------------------------------------------------------------------------------- |
| 29 juli 1978 Norg          | PEC Zwolle – SC Amersfoort | 5 – 1 (? – ?) | Carry Steinvoort, Ype Hamming, Tjeerd van 't Land, Koko Hoekstra, Gerd Kasperski; Staats |
| 13 augustus 1978 Emmeloord | PEC Zwolle – CD Nacional   | 0 – 1 (0 – 0) | 64' Alfredo de los Santos                                                                |

### Eredivisie 1978/79
| 1e speelronde | FC Twente '65                                                         | 1 - 1 (0 - 1) | PEC Zwolle                                              | Opstelling PEC Zwolle: |
| 27 augustus 1978 Plaats: Enschede Stadion Het Diekman Toeschouwers: 11.000 Scheidsrechter: Jan Beck                  | Ab Gritter 85'                                                        |               | 32' Yuri Banhoffer                                      | Van Geffen, Steinvoort, Israël, Kornelis, Ben Hendriks, Rasmussen (74' Van Moorst), Hendriksen, Frandsen, Banhoffer, Jans, Hoekstra |
| 2e speelronde | PEC Zwolle                                                            | 1 - 1 (1 - 1) | NAC                                                     | Opstelling PEC Zwolle: |
| 30 augustus 1978 Plaats: Zwolle Oosterenkstadion Toeschouwers: 6.500 Scheidsrechter: Piet Bosman                     | Koko Hoekstra 30'                                                     |               | 41' Josip Mohorović                                     | Van Geffen, Steinvoort, Israël, Kornelis (87' IJzerman), Ben Hendriks, Rasmussen, Hendriksen, Frandsen, Banhoffer, Jans, Hoekstra   |
| 3e speelronde | Ajax                                                                  | 4 - 2 (3 - 0) | PEC Zwolle                                              | Opstelling PEC Zwolle: |
| 3 september 1978 Plaats: Amsterdam Stadion De Meer Toeschouwers: 8.000 Scheidsrechter: Egbert Mulder                 | Ray Clarke 16' Geert Meijer 25' Tscheu La Ling 30' Tscheu La Ling 83' |               | 69' Rinus Israël 72' Ron Jans                           | Van Geffen, Steinvoort, Israël, IJzerman, Ben Hendriks, Rasmussen, Hamming, Frandsen, Banhoffer (60' Van 't Land), Jans, Hoekstra   |
| 4e speelronde | PEC Zwolle                                                            | 0 - 3 (0 - 1) | Ajax                                                    | Opstelling PEC Zwolle: |
| 6 september 1978 Plaats: Zwolle Oosterenkstadion Toeschouwers: 14.000 Scheidsrechter: Charles Corver                 |                                                                       |               | 7' Tscheu La Ling 71' Geert Meijer 86' Simon Tahamata   | |
| 5e speelronde | FC Utrecht                                                            | 1 - 1 (1 - 0) | PEC Zwolle                                              | Opstelling PEC Zwolle: |
| 10 september 1978 Plaats: Utrecht Stadion Galgenwaard Toeschouwers: 5.000 Scheidsrechter: Henk van Dijken            | Harry van den Ham 35'                                                 |               | 65' (pen) Ben Hendriks                                  | |
| 6e speelronde | PEC Zwolle                                                            | 0 - 2 (0 - 0) | MVV                                                     | Opstelling PEC Zwolle: |
| 16 september 1978 Plaats: Zwolle Oosterenkstadion Toeschouwers: 6.000 Scheidsrechter: Jan Severein                   |                                                                       |               | 62' Johan Dijkstra 85' Janusz Kowalik                   | |
| 7e speelronde | N.E.C.                                                                | 0 - 0         | PEC Zwolle                                              | Opstelling PEC Zwolle: |
| 23 september 1978 Plaats: Nijmegen Goffertstadion Toeschouwers: 6.000 Scheidsrechter: Henk van Ettekoven             |                                                                       |               |                                                         | |
| 8e speelronde | PEC Zwolle                                                            | 0 - 0         | Sparta                                                  | Opstelling PEC Zwolle: |
| 30 september 1978 Plaats: Zwolle Oosterenkstadion Toeschouwers: 5.500 Scheidsrechter: Bouke Draaisma                 |                                                                       |               |                                                         | |
| 9e speelronde | FC Den Haag                                                           | 0 - 0         | PEC Zwolle                                              | Opstelling PEC Zwolle: |
| 7 oktober 1978 Plaats: Den Haag Zuiderparkstadion Toeschouwers: 5.000 Scheidsrechter: Jan Manuel                     |                                                                       |               |                                                         | |
| 10e speelronde | PEC Zwolle                                                            | 0 - 0         | AZ '67                                                  | Opstelling PEC Zwolle: |
| 21 oktober 1978 Plaats: Zwolle Oosterenkstadion Toeschouwers: 8.000 Scheidsrechter: Henk van Ettekoven               |                                                                       |               |                                                         | |
| 11e speelronde | Haarlem                                                               | 2 - 1 (1 - 0) | PEC Zwolle                                              | Opstelling PEC Zwolle: |
| 29 oktober 1978 Plaats: Haarlem Haarlemstadion Toeschouwers: 6.000 Scheidsrechter: Egbert Mulder                     | Chris Verkaik 28' Martin Haar 87'                                     |               | 46' Tjeerd van 't Land                                  | |
| 12e speelronde | PEC Zwolle                                                            | 1 - 1 (0 - 0) | Go Ahead Eagles                                         | Opstelling PEC Zwolle: |
| 4 november 1978 Plaats: Zwolle Oosterenkstadion Toeschouwers: 12.500 Scheidsrechter: Henk van Dijken                 | Tjeerd van 't Land 49'                                                | IJsselderby   | 85' (pen) Dick Schneider                                | |
| 13e speelronde | PSV                                                                   | 0 - 1 (0 - 0) | PEC Zwolle                                              | Opstelling PEC Zwolle: |
| 11 november 1978 Plaats: Eindhoven Philips Stadion Toeschouwers: - Scheidsrechter: Peter Gans                        |                                                                       |               | 82' Ben Hendriks (p)                                    | |
| 14e speelronde | PEC Zwolle                                                            | 3 - 2 (0 - 1) | FC VVV                                                  | Opstelling PEC Zwolle: |
| 25 november 1978 Plaats: Zwolle Oosterenkstadion Toeschouwers: 5.000 Scheidsrechter: George Oetelmans                | Ron Jans 65' Rinus Israël 72' Koko Hoekstra 80'                       |               | 45' Lorenz Hilkes 52' Lorenz Hilkes                     | |
| 15e speelronde | Vitesse                                                               | 3 - 1 (0 - 1) | PEC Zwolle                                              | Opstelling PEC Zwolle: |
| 3 december 1978 Plaats: Arnhem Nieuw-Monnikenhuize Toeschouwers: 7.000 Scheidsrechter: Jan Beck                      | Bosko Bursać 58' Henk (Charly) Bosveld 73' Willy Veenstra 80'         |               | 14' Ype Hamming                                         | |
| 16e speelronde | Roda JC                                                               | 2 - 0 (0 - 0) | PEC Zwolle                                              | Opstelling PEC Zwolle: |
| 17 december 1978 Plaats: Kerkrade Gemeentelijk Sportpark Kaalheide Toeschouwers: 12.000 Scheidsrechter: Jan Severein | Terry Lees 60' Adrie Koster 83'                                       |               |                                                         | |
| 17e speelronde | NAC                                                                   | 1 - 1 (0 - 1) | PEC Zwolle                                              | Opstelling PEC Zwolle: |
| 3 maart 1979 Plaats: Breda NAC-stadion Toeschouwers: 6.000 Scheidsrechter: Bep Thomas                                | Ton Sprangers 57'                                                     |               | 18' Mel Holden                                          | |
| 18e speelronde | PEC Zwolle                                                            | 3 - 3 (1 - 1) | FC Twente '65                                           | Opstelling PEC Zwolle: |
| 10 maart 1979 Plaats: Zwolle Oosterenkstadion Toeschouwers: 7.000 Scheidsrechter: Egbert Mulder                      | Koko Hoekstra 11' Tjeerd van 't Land 46' Ron Jans 64'                 |               | 17' Ab Gritter 73' Manuel Sánchez Torres 74' Ab Gritter | |
| 19e speelronde | PEC Zwolle                                                            | 1 - 0 (1 - 0) | FC Utrecht                                              | Opstelling PEC Zwolle: |
| 17 maart 1979 Plaats: Zwolle Oosterenkstadion Toeschouwers: 5.500 Scheidsrechter: Bart Ram                           | Yuri Banhoffer 3'                                                     |               |                                                         | |
| 20e speelronde | MVV                                                                   | 1 - 1 (0 - 0) | PEC Zwolle                                              | Opstelling PEC Zwolle: |
| 24 maart 1979 Plaats: Maastricht De Geusselt Toeschouwers: 7.000 Scheidsrechter: Piet Bosman                         | Johan Dijkstra 90'                                                    |               | 54' Koko Hoekstra                                       | |
| 21e speelronde | PEC Zwolle                                                            | 2 - 0 (2 - 0) | N.E.C.                                                  | Opstelling PEC Zwolle: |
| 31 maart 1979 Plaats: Zwolle Oosterenkstadion Toeschouwers: 4.500 Scheidsrechter: Bep Thomas                         | Koko Hoekstra 3' Ben Hendriks 35'                                     |               |                                                         | |
| 22e speelronde | PEC Zwolle                                                            | 0 - 2 (0 - 1) | Feyenoord                                               | Opstelling PEC Zwolle: |
| 4 april 1979 Plaats: Zwolle Oosterenkstadion Toeschouwers: - Scheidsrechter: Jan Beck                                |                                                                       |               | 5' Pétur Pétursson 87' Jan Peters                       | |
| 23e speelronde | Sparta                                                                | 2 - 2 (2 - 1) | PEC Zwolle                                              | Opstelling PEC Zwolle: |
| 8 april 1979 Plaats: Rotterdam Spartastadion Het Kasteel Toeschouwers: 4.000 Scheidsrechter: Henk van Ettekoven      | Joh van Zoest 31' Louis van Gaal (pen) 38'                            |               | 27' Yuri Banhoffer 46' (pen) Tjeerd van 't Land         | |
| 24e speelronde | PEC Zwolle                                                            | 2 - 1 (1 - 0) | FC Volendam                                             | Opstelling PEC Zwolle: |
| 14 april 1979 Plaats: Zwolle Oosterenkstadion Toeschouwers: 5.500 Scheidsrechter: Henk Weerink                       | Gerard van Moorst 45' Tjeerd van 't Land 58'                          |               | 51' Klaas Tuyp                                          | |
| 25e speelronde | FC Volendam                                                           | 0 - 0         | PEC Zwolle                                              | Opstelling PEC Zwolle: |
| 16 april 1979 Plaats: Volendam Veronica Stadion Toeschouwers: 2.500 Scheidsrechter: Piet Bosman                      |                                                                       |               |                                                         | |
| 26e speelronde | AZ '67                                                                | 4 - 1 (3 - 0) | PEC Zwolle                                              | Opstelling PEC Zwolle: |
| 21 april 1979 Plaats: Alkmaar Alkmaarderhout Toeschouwers: 9.000 Scheidsrechter: Bouke Draaisma                      | Kees Kist 29' Kees Kist (pen) 31' Kristen Nygaard 41' Jan Peters 62'  |               | 58' Tjeerd van 't Land                                  | |
| 27e speelronde | PEC Zwolle                                                            | 2 - 0 (1 - 0) | Haarlem                                                 | Opstelling PEC Zwolle: |
| 28 april 1979 Plaats: Zwolle Oosterenkstadion Toeschouwers: 4.000 Scheidsrechter: Egbert Mulder                      | Ron Jans 45' Tjeerd van 't Land 52'                                   |               |                                                         | |
| 28e speelronde | PEC Zwolle                                                            | 0 - 0         | FC Den Haag                                             | Opstelling PEC Zwolle: |
| 5 mei 1979 Plaats: Zwolle Oosterenkstadion Toeschouwers: 4.500 Scheidsrechter: Bart Ram                              |                                                                       |               |                                                         | |
| 29e speelronde | Go Ahead Eagles                                                       | 2 - 2 (1 - 0) | PEC Zwolle                                              | Opstelling PEC Zwolle: |
| 12 mei 1979 Plaats: Deventer De Adelaarshorst Toeschouwers: 9.000 Scheidsrechter: Bart Ram                           | Jo Körver 22' Jan Groeneweg 55'                                       | IJsselderby   | 56' Carry Steinvoort 60' Jesper Rasmussen               | |
| 30e speelronde | PEC Zwolle                                                            | 0 - 0         | PSV                                                     | Opstelling PEC Zwolle: |
| 19 mei 1979 Plaats: Zwolle Oosterenkstadion Toeschouwers: 8.000 Scheidsrechter: Bouke Draaisma                       |                                                                       |               |                                                         | |
| 31e speelronde | FC VVV                                                                | 2 - 3 (1 - 1) | PEC Zwolle                                              | Opstelling PEC Zwolle: |
| 27 mei 1979 Plaats: Venlo Seacon Stadion - De Koel - Toeschouwers: 2.000 Scheidsrechter: Piet Bosman                 | Albert van der Weide (pen) 2' Stanley Bish 55'                        |               | 24' Koko Hoekstra 63' Jesper Rasmussen 87' Rinus Israël | |
| 32e speelronde | PEC Zwolle                                                            | 2 - 2 (0 - 1) | Vitesse                                                 | Opstelling PEC Zwolle: |
| 2 juni 1979 Plaats: Zwolle Oosterenkstadion Toeschouwers: 3.000 Scheidsrechter: Bouke Draaisma                       | Rinus Israël 60' Koko Hoekstra 66'                                    |               | 31' Herman Gerdsen 76' Carry Steinvoort (e.d.)          | |
| 33e speelronde | Feyenoord                                                             | 3 - 1 (2 - 1) | PEC Zwolle                                              | Opstelling PEC Zwolle: |
| 4 juni 1979 Plaats: Rotterdam Stadion Feijenoord Toeschouwers: 17.491 Scheidsrechter: Gerard Jonker                  | Jan Peters 34' Jan Peters 35' Jan Peters 46'                          |               | 15' John Frandsen                                       | |
| 34e speelronde | PEC Zwolle                                                            | 1 - 1 (0 - 1) | Roda JC                                                 | Opstelling PEC Zwolle: |
| 10 juni 1979 Plaats: Zwolle Oosterenkstadion Toeschouwers: 8.000 Scheidsrechter: Egbert Mulder                       | Rinus Israël 56'                                                      |               | 30' Terry Lees                                          | |

### KNVB Beker
| 2e ronde                                                                                                   | PEC Zwolle                                                   | 4 – 1 (1 – 0) | MVV               | Opstelling PEC Zwolle |
| 25 oktober 1978 Plaats: Zwolle Oosterenkstadion Toeschouwers: – Scheidsrechter: Gerard Jonker              | Rinus Israël 7' Jan Hendriksen 60' Ron Jans 73' Ron Jans 90' |               | 59' Nebo Brajovic | |
| 3e ronde                                                                                                   | Sparta                                                       | 3 – 0 (1 – 0) | PEC Zwolle        | Opstelling PEC Zwolle: |
| 19 november 1978 Plaats: Rotterdam Spartastadion Het Kasteel Toeschouwers: – Scheidsrechter: Gerard Geurds | Michel Valke 40' Arie van Staveren 52' Pim Verbeek 90'       |               |                   | Van Geffen, Hendriks, Hamming, Van Moorst, Israël, Hendriksen, IJzerman, Hoekstra, Van 't Land (77' Banhoffer), Holden, Jans (82' Rasmussen) |

## Selectie
| Nr. |                     | Naam               | Competitie | Competitie | Beker   | Beker   | Totaal  | Totaal  | Seizoen | Vorige club        | Debuut  |         |         |         |         |         |         |
| Nr. | W                   | Naam               |            | W          |         | W       |         |         | Seizoen | Vorige club        | Debuut  |         |         |         |         |         |         |
|     |                     | Keepers            | Keepers    | Keepers    | Keepers | Keepers | Keepers | Keepers | Keepers | Keepers            | Keepers | Keepers | Keepers | Keepers | Keepers | Keepers | Keepers |
| --- | ------------------- | ------------------ | ---------- | ---------- | ------- | ------- | ------- | ------- | ------- | ------------------ | ------- | ------- | ------- | ------- | ------- | ------- | ------- |
| -   | Vlag van Nederland  | Bert van Geffen    | 31         | 0          | 2       | 0       | '33     | 0       | 2e      | Wageningen         | 1977    |         |         |         |         |         |         |
| -   | Vlag van Nederland  | Bob Nieuwenhout    | 1          | 0          | 0       | 0       | 1       | 0       | 3e      | De Volewijckers    | 1978    |         |         |         |         |         |         |
|     |                     | Verdedigers        |            |            |         |         |         |         |         |                    |         |         |         |         |         |         |         |
| -   | Vlag van Nederland  | Klaas Drost        | 4          | 0          | 0       | 0       | 4       | 0       | 8e      | Jeugd              | 1970    |         |         |         |         |         |         |
| -   | Vlag van Nederland  | Ben Hendriks       | 30         | 3          | 2       | 0       | 32      | 3       | 15e     | Zwolsche Boys      | 1964    |         |         |         |         |         |         |
| -   | Vlag van Nederland  | René IJzerman      | 31         | 0          | 2       | 0       | 33      | 0       | 7e      | Jeugd              | 1972    |         |         |         |         |         |         |
| -   | Vlag van Nederland  | Rinus Israël       | 31         | 5          | 2       | 1       | 33      | 6       | 4e      | Excelsior          | 1975    |         |         |         |         |         |         |
| -   | Vlag van Nederland  | Cees Kornelis      | 12         | 0          | 1       | 0       | 13      | 0       | 1e      | SC NEC             | 1978    |         |         |         |         |         |         |
| -   | Vlag van Nederland  | Carry Steinvoort   | 24         | 1          | 0       | 0       | 24      | 1       | 2e      | De Graafschap      | 1977    |         |         |         |         |         |         |
|     |                     | Middenvelders      |            |            |         |         |         |         |         |                    |         |         |         |         |         |         |         |
| -   | Vlag van Denemarken | John Frandsen      | 18         | 1          | 0       | 0       | 18      | 1       | 2e      | Wageningen         | 1977    |         |         |         |         |         |         |
| -   | Vlag van Nederland  | Ype Hamming        | 20         | 1          | 2       | 0       | 22      | 1       | 4e      | Niet bekend        | 1978    |         |         |         |         |         |         |
| -   | Vlag van Nederland  | Jan Hendriksen     | 27         | 0          | 2       | 1       | 29      | 1       | 3e      | Niet bekend        | 1976    |         |         |         |         |         |         |
| -   | Vlag van Denemarken | Jesper Rasmussen   | 19         | 2          | 2       | 0       | 21      | 2       | 1e      | Køge BK            | 1978    |         |         |         |         |         |         |
| -   | Vlag van Nederland  | Tjeerd van 't Land | 29         | 7          | 2       | 0       | 31      | 7       | 4e      | Seattle Sounders   | 1978    |         |         |         |         |         |         |
| -   | Vlag van Nederland  | Gerard van Moorst  | 23         | 1          | 2       | 0       | 25      | 1       | 1e      | Niet bekend        | 1978    |         |         |         |         |         |         |
|     |                     | Aanvallers         |            |            |         |         |         |         |         |                    |         |         |         |         |         |         |         |
| -   | Vlag van Uruguay    | Yuri Banhoffer     | 22         | 3          | 1       | 0       | 23      | 3       | 4e      | Los Angeles Aztecs | 1975    |         |         |         |         |         |         |
| -   | Vlag van Schotland  | Mel Holden         | 10         | 1          | 2       | 0       | 12      | 1       | 1e      | Blackpool FC       | 1978    |         |         |         |         |         |         |
| -   | Vlag van Nederland  | Ron Jans           | 31         | 4          | 2       | 2       | 33      | 6       | 3e      | Jeugd              | 1976    |         |         |         |         |         |         |
| -   | Vlag van Nederland  | Koko Hoekstra      | 31         | 7          | 2       | 0       | 33      | 7       | 3e      | FC Groningen       | 1976    |         |         |         |         |         |         |
| Nr. |                     | Naam               | W          |            | W       |         | W       |         | Seizoen | Vorige club        | Debuut  |         |         |         |         |         |         |
| Nr. | Competitie          | Competitie         | Beker      | Beker      | Totaal  | Totaal  |         |         | Seizoen | Vorige club        | Debuut  |         |         |         |         |         |         |

## Statistieken PEC Zwolle 1978/1979

### Eindstand PEC Zwolle in de Nederlandse Eredivisie 1978 / 1979
| Stand | Gespeeld | Gewonnen | Gelijk | Verloren | Punten | Doelpunten voor | Doelpunten tegen | Gele kaarten | Rode kaarten |
| ----- | -------- | -------- | ------ | -------- | ------ | --------------- | ---------------- | ------------ | ------------ |
| 8e    | 34       | 7        | 18     | 9        | 32     | 36              | 46               | -            | -            |

### Topscorers
| #      | Naam               | Goal |
| ------ | ------------------ | ---- |
| 1.     | Koko Hoekstra      | 7    |
| 1.     | Tjeerd van 't Land | 7    |
| 3.     | Rinus Israël       | 5    |
| 4.     | Ron Jans           | 4    |
| 5.     | Yuri Banhoffer     | 3    |
| 5.     | Ben Hendriks       | 3    |
| 7.     | Jesper Rasmussen   | 2    |
| 8.     | John Frandsen      | 1    |
| 8.     | Ype Hamming        | 1    |
| 8.     | Mel Holden         | 1    |
| 8.     | Gerard van Moorst  | 1    |
| 8.     | Carry Steinvoort   | 1    |
| Totaal | Totaal             | 36   |

| #      | Naam           | Goal |
| ------ | -------------- | ---- |
| 1.     | Ron Jans       | 2    |
| 2.     | Jan Hendriksen | 1    |
| 2.     | Rinus Israël   | 1    |
| Totaal | Totaal         | 4    |

### Punten per speelronde
| Speelronde | 1 | 2 | 3 | 4 | 5 | 6 | 7 | 8 | 9 | 10 | 11 | 12 | 13 | 14 | 15 | 16 | 17 | 18 | 19 | 20 | 21 | 22 | 23 | 24 | 25 | 26 | 27 | 28 | 29 | 30 | 31 | 32 | 33 | 34 |
| ---------- | - | - | - | - | - | - | - | - | - | -- | -- | -- | -- | -- | -- | -- | -- | -- | -- | -- | -- | -- | -- | -- | -- | -- | -- | -- | -- | -- | -- | -- | -- | -- |
| Punten     | 1 | 1 | 0 | 0 | 1 | 0 | 1 | 1 | 1 | 1  | 0  | 1  | 3  | 3  | 0  | 0  | 1  | 1  | 3  | 1  | 3  | 0  | 1  | 3  | 1  | 0  | 3  | 1  | 1  | 1  | 3  | 1  | 0  | 1  |

### Punten na speelronde
| Speelronde | 9 | 2 | 3 | 4 | 5 | 6 | 7 | 8 | 9 | 10 | 11 | 12 | 13 | 14 | 15 | 16 | 17 | 18 | 19 | 20 | 21 | 22 | 23 | 24 | 25 | 26 | 27 | 28 | 29 | 30 | 31 | 32 | 33 | 34 |
| ---------- | - | - | - | - | - | - | - | - | - | -- | -- | -- | -- | -- | -- | -- | -- | -- | -- | -- | -- | -- | -- | -- | -- | -- | -- | -- | -- | -- | -- | -- | -- | -- |
| Punten     | 1 | 2 | 2 | 2 | 3 | 3 | 4 | 5 | 6 | 7  | 7  | 8  | 10 | 12 | 12 | 12 | 13 | 14 | 16 | 17 | 19 | 19 | 20 | 21 | 23 | 24 | 24 | 26 | 27 | 28 | 29 | 31 | 31 | 32 |

### Stand na speelronde
| Speelronde | 1   | 2   | 3   | 4   | 5   | 6   | 7   | 8   | 9   | 10  | 11  | 12  | 13  | 14  | 15  | 16  | 17  | 18  | 19  | 20  | 21  | 22  | 23  | 24  | 25  | 26  | 27  | 28 | 29 | 30 | 31 | 32 | 33 | 34 |
| ---------- | --- | --- | --- | --- | --- | --- | --- | --- | --- | --- | --- | --- | --- | --- | --- | --- | --- | --- | --- | --- | --- | --- | --- | --- | --- | --- | --- | -- | -- | -- | -- | -- | -- | -- |
| Stand      | 11e | 10e | 14e | 17e | 16e | 18e | 16e | 16e | 15e | 13e | 16e | 14e | 12e | 10e | 11e | 16e | 14e | 13e | 11e | 11e | 11e | 11e | 11e | 10e | 10e | 11e | 10e | 9e | 9e | 9e | 8e | 7e | 8e | 8e |

### Doelpunten per speelronde
| Speelronde | 1 | 2 | 3 | 4 | 5 | 6 | 7 | 8 | 9 | 10 | 11 | 12 | 13 | 14 | 15 | 16 | 17 | 18 | 19 | 20 | 21 | 22 | 23 | 24 | 25 | 26 | 27 | 28 | 29 | 30 | 31 | 32 | 33 | 34 | Totaal |
| ---------- | - | - | - | - | - | - | - | - | - | -- | -- | -- | -- | -- | -- | -- | -- | -- | -- | -- | -- | -- | -- | -- | -- | -- | -- | -- | -- | -- | -- | -- | -- | -- | ------ |
| Doelpunten | 1 | 1 | 2 | 0 | 1 | 0 | 0 | 0 | 0 | 0  | 1  | 1  | 1  | 3  | 1  | 0  | 1  | 3  | 1  | 1  | 2  | 0  | 2  | 2  | 0  | 1  | 2  | 0  | 2  | 0  | 3  | 2  | 1  | 1  | 36     |